# لولا غونزاليس
لولا غونزاليس (بالإسبانية: Lola Gonzales)‏ هي مصارعة الهواة مكسيكية، ولدت في 2 مارس 1959 في سيوداد خواريز في المكسيك.

## روابط خارجية
- لولا غونزاليس على موقع CageMatch worker (الإنجليزية)
- لولا غونزاليس على موقع قاعدة بيانات المصارعة على الإنترنت (الإنجليزية)